# Wakhan (distrikt)
Wakhan är ett distrikt i Afghanistan. Det ligger i provinsen Badakhshan, i den nordöstra delen av landet, 500 kilometer nordost om huvudstaden Kabul. Administrativ huvudort är Khandud.
Distriktet beräknades år 2022 ha cirka 17 000 invånare.